# Столник
Столник е село в Западна България. То се намира в Община Елин Пелин, Софийска област.

## География
Село Столник се намира на 5 километра северно от общинския център Елин Пелин и на 27 километра от столицата София. Гара на Подбалканската жп линия София-Карлово-Тулово-Бургас, откъдето тръгва и отклонението за гара Яна и Кремиковци.

## История
Село Столник се споменава под името Истолник (استولنیک) в османотурски документи, съхранявани в отдел „Ориенталски сбирки“ на Националната библиотека. През 1618 г. селото е част от зиамет на Хюсеин Чавуш на стойност 68 000 акчета.

## Обществени институции
- Народно читалище „Иван Вазов“
- Кметство тел: 071542320

## Личности
- Цвятко Анев (1911 – 2002) – политик от БКП, партизанин и един от участващите в опита за преврат срещу Тодор Живков
- Недялко Велев (1908 – 1997) – деятел на съобщенията в България
- Тоне Переновски (1909 – 1985) – български комунистически деец, партизанин

## Културни и природни забележителности
- Черквата „Свети Николай Чудотворец“ построена през Второто българско царство. По време на османската власт е била заровена под земята. Камбанарията е построена от каменни блокове, с кръстове на всеки от тях.

Паметниците на културата на територията на селото са включени в списъците на Националния институт за паметниците на културата и са както следва:
- Надгробна могила в м. Гавнос.
- Две надгробни могили в м. Гавнос.
- Надгробна могила в двора на радиостанцията.
- Антично селище в м. Славовица.
- Църква „Св.Николай Чудотворец“.
- Три надгробни могили източно от селото.
- Надгробна могила в м. Зимо.
- Две надгробни могили в м. Малковица.
- Две надгробни могили в селото.
- Надгробна могила в м. Шукерица.
- Праисторическо селище в м. Елин дол.

Източник: Община Елин Пелин

## Редовни събития
- Традиционен събор на селото, провеждащ се всяка година през месец юни.
- През месец декември за коледните празници коледарска група изпълнява обичая коледуване.
- На Лазаров ден лазарска група с песни и танци изпълнява обичая лазаруване.
- Читалището организира и вече станалите традиция конни надбягвания за Тодоров ден.
- За Великден се организират конкурси за най-здраво и най-шарено яйце с много награди и веселие.